# Laumière
Laumière – stacja linii nr 5 metra  w Paryżu. Stacja znajduje się w 19. dzielnicy Paryża.  Została otwarta 12 października 1942 r.